# باتوراجا
باتوراجا (اندونزیایی: Baturaja) شهری در استان سوماترای جنوبی کشور اندونزی است. جمعیت این شهر بر اساس سرشماری سال ۱۹۹۰ میلادی، ۵۲٫۳۰۲ نفر و بر اساس سرشماری سال ۲۰۰۰ میلادی، ۱۰۲٫۹۵۰ بوده که در سال ۲۰۰۷ میلادی به ۱۵۱٫۰۳۵ نفر افزایش یافته‌است.